# Flagge Deutschlands
Die Flagge der Bundesrepublik Deutschland, amtlich Bundesflagge, ist ein deutsches Hoheitszeichen und Staatssymbol und zeigt laut Art. 22 des Grundgesetzes die Farben Schwarz, Rot und Gold.
Die Revolutionäre des 19. Jahrhunderts, die diese Farben als erste nutzten, bezeichneten die Flagge als „Dreifarb“, was die deutsche Übersetzung des französischen Begriffs „Trikolore“ ist. Heute wird die Flagge Deutschlands schlicht als Schwarz-Rot-Gold bezeichnet. Gebräuchlich ist ferner das Synonym Bundesfarben oder umgangssprachlich „Deutschlandfahne“. In Seglerkreisen wird sie in Anlehnung an den ersten Bundeskanzler Konrad Adenauer manchmal als „Adenauer“ bezeichnet.
Neben der Bundesflagge existieren auch die Bundesdienstflagge für Bundesbehörden, eine Dienstflagge der Seestreitkräfte und eine Truppenfahne der Bundeswehr.

## Beschreibung

Ungewöhnliche Darstellung der Bundesflagge mit goldfarbenem Streifen (heraldisch umstritten)

Die Nationalflagge Deutschlands ist eine Trikolore aus drei gleich großen horizontalen Balken mit dem Seitenverhältnis 3:5. Die Farben der Bundesflagge sind in Art. 22 Abs. 2 des Grundgesetzes vom 23. Mai 1949 festgelegt:

„Die Bundesflagge ist schwarz-rot-gold.“

Heraldisch beschreibt man die Flagge „Geteilt zu Schwarz, Rot und Gold“. Die Handelsflagge entspricht der Bundesflagge.
Ergänzend dazu wurde in der Anordnung über die deutschen Flaggen vom 7. Juni 1950 geregelt, dass die Bundesflagge aus drei gleich großen Querstreifen besteht, oben schwarz, in der Mitte rot, unten goldfarben, und dass das Verhältnis der Höhe zur Länge des Flaggentuches 3 zu 5 beträgt. In der Ziffer I Nr. 1 der Flaggenanordnung vom 13. November 1996 wurde festgelegt, dass die Bundesflagge auch in Form eines Banners geführt werden kann, das aus drei gleich breiten Längsstreifen besteht, auf der am Mast stehenden Seite schwarz, in der Mitte rot, und goldfarben an der vom Mast abgewandten Seite.

### Farbton-Empfehlung für die Bundesflagge ab 1996
Was die Farbtöne betrifft, spricht die geltende FlaggAnO nicht nur von goldfarben, sondern ist auch in der Anlage 1 hierzu im Bundesgesetzblatt der untere Streifen in dem heraldisch umstrittenen, aber historisch begründbaren metallischen Farbton dargestellt. Für die Farben der Flaggenstoffe empfahl das Bundesministerium des Innern RAL 9017 (Verkehrsschwarz), RAL 3020 (Verkehrsrot) und RAL 1028 (Melonengelb).

### Corporate-Design der Bundesregierung ab 1999
Auf der Grundlage des Beschlusses des Bundeskabinetts vom 2. Juni 1999 wurde das Corporate-Design der Bundesregierung entwickelt. Für Abbildungen der Flagge in Druckerzeugnissen und auf Bildschirmen verwendet die Bundesregierung demnach folgende RAL-Farbwerte, mit deren Entsprechung im Pantone- und CMYK-System für Wort-Bild-Marken („Firmenlogos“) und RGB für Online-Medien:
| Farbe   | RAL (Stoff)                   | RAL (Druck)               | Pantone                                                                          | CMYK        | RGB (Hex)           |
| ------- | ----------------------------- | ------------------------- | -------------------------------------------------------------------------------- | ----------- | ------------------- |
| Schwarz | 9017 Verkehrsschwarz 2A 29 2A | 9005 Tiefschwarz 0A 0A 0D | Black                                                                            | 0-0-0-100   | 0,0,0 (#000000)     |
| Rot     | 3020 Verkehrsrot C1 12 1C     | 3020 Verkehrsrot C1 12 1C | 485                                                                              | 0-100-100-0 | 255,0,0 (#FF0000)   |
| Gold    | 1028 Melonengelb FF 9B 00     | 1021 Rapsgelb EE C9 00    | Yellow: 765 g, Red 032: 26 g, Black: 11 g, transp. White: 198 g, Alternativ 7405 | 0-12-100-5  | 255,204,0 (#FFCC00) |

## Geschichte

### Mittelalterliche Flagge
Die heraldische Kombination von Schwarz, Rot und Gold ist bereits seit dem Mittelalter bezeugt. Ein Vorläufer der deutschen Flaggen ist das Reichsbanner des Heiligen Römischen Reiches. Im Kriegsfall kamen weitere Flaggen, wie die Reichssturmfahne oder, wenn der Kaiser involviert war, die Reichsrennfahne, hinzu.
- Hochmittelalter bis 1410: schwarzer einköpfiger Adler mit roten Waffen (Schnabel und Krallen) auf gelbgoldenem Grund (heraldisch: „In Gold ein schwarzer Adler mit roten Waffen“). Dieser Adler war, zusammen mit der darauf basierenden Farbkombination schwarz-gelb das Emblem des römisch-deutschen Königs, und die Reichsfarben. Seit dem 13./14. Jahrhundert wurden dessen Klauen und Schnabel in Rot dargestellt. Das älteste Zeugnis davon gibt der Heidelberger Codex Manesse.
- Spätmittelalter ab 1410 bis 1806: schwarzer doppelköpfiger Adler mit roten Waffen auf gelbgoldenem Grund. Der doppelköpfige Adler symbolisiert dabei das Kaiser- und Königtum des Kaisers bzw. Königs des Heiligen Römischen Reiches, also seine hervorgehobene Stellung unter den anderen Königen Europas. Der Doppeladler wurde nach 1806 zum Emblem Österreichs unter den Habsburgern, welche über Jahrhunderte den Titel des römischen Kaisers innehatten und die nach dem Untergang des Heiligen Römischen Reiches auch dessen Farben, schwarz-gelb, als Österreichische Kaiser weiterführten.

Kaiserliche Kriegsflagge des Heiligen Römischen Reiches (1200–1350)[10][11]
Banner des Heiligen Römischen Reiches bis 1400 (künstlerische Darstellung)
Banner des Heiligen Römischen Reiches ab 1400 (künstlerische Darstellung)
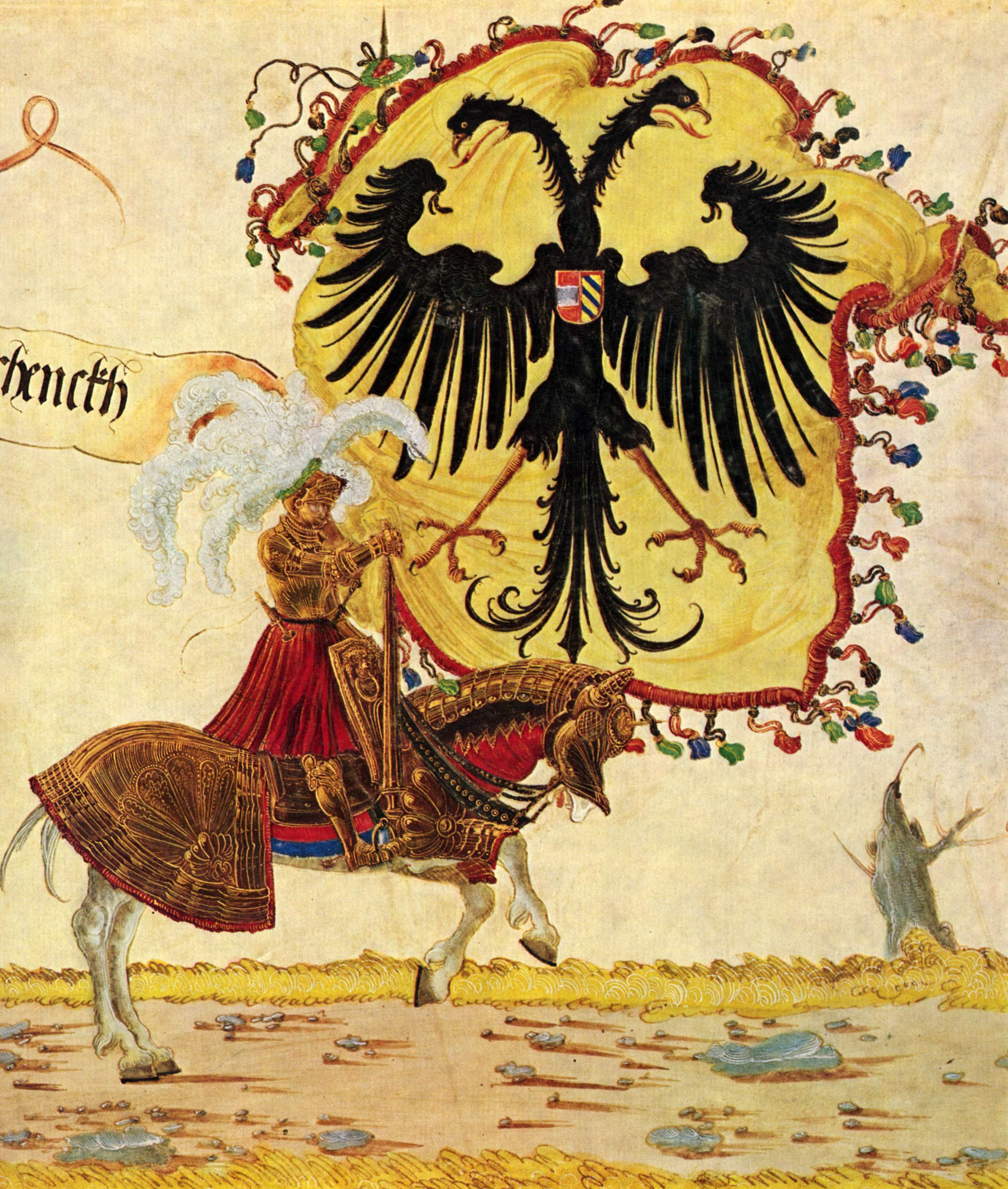
Heiliges Römisches Reich Deutscher Nation (1410–1806, Darstellung von Albrecht Altdorfer)

### Flaggen der Neuzeit
Ein Ursprung der Farben Schwarz-Rot-Gold liegt auch in den Befreiungskriegen 1813 gegen Napoleon, nämlich bei den Uniformen des Lützowschen Freikorps. Die Korps setzten sich zumeist aus Studenten zusammen, die sich gegen die Besatzung Deutschlands durch Frankreich formierten (siehe hierzu auch Urburschenschaft). Da die Freiwilligen unter dem preußischen Major Ludwig Adolf Wilhelm von Lützow aus allen Teilen Deutschlands stammten und von dort höchst unterschiedliche Uniformen und Zivilkleidung mitbrachten, war die einzige Möglichkeit, eine einheitliche Bekleidung herzustellen, die unterschiedlich farbigen Uniformen schwarz einzufärben. Hinzu kamen goldene (messingfarbene) Knöpfe sowie schließlich rote Aufschläge und Vorstoß. Zur Popularisierung hat die Tatsache beigetragen, dass die Farben die gleichen wie die des Reichsbanners im Heiligen Römischen Reich waren.
Diese Farbzusammenstellung wird auch durch einen (historisch verbürgten) Ausspruch aus den Befreiungskriegen bestätigt:

„Aus der Schwärze (schwarz) der Knechtschaft durch blutige (rot) Schlachten ans goldene (gold) Licht der Freiheit.“

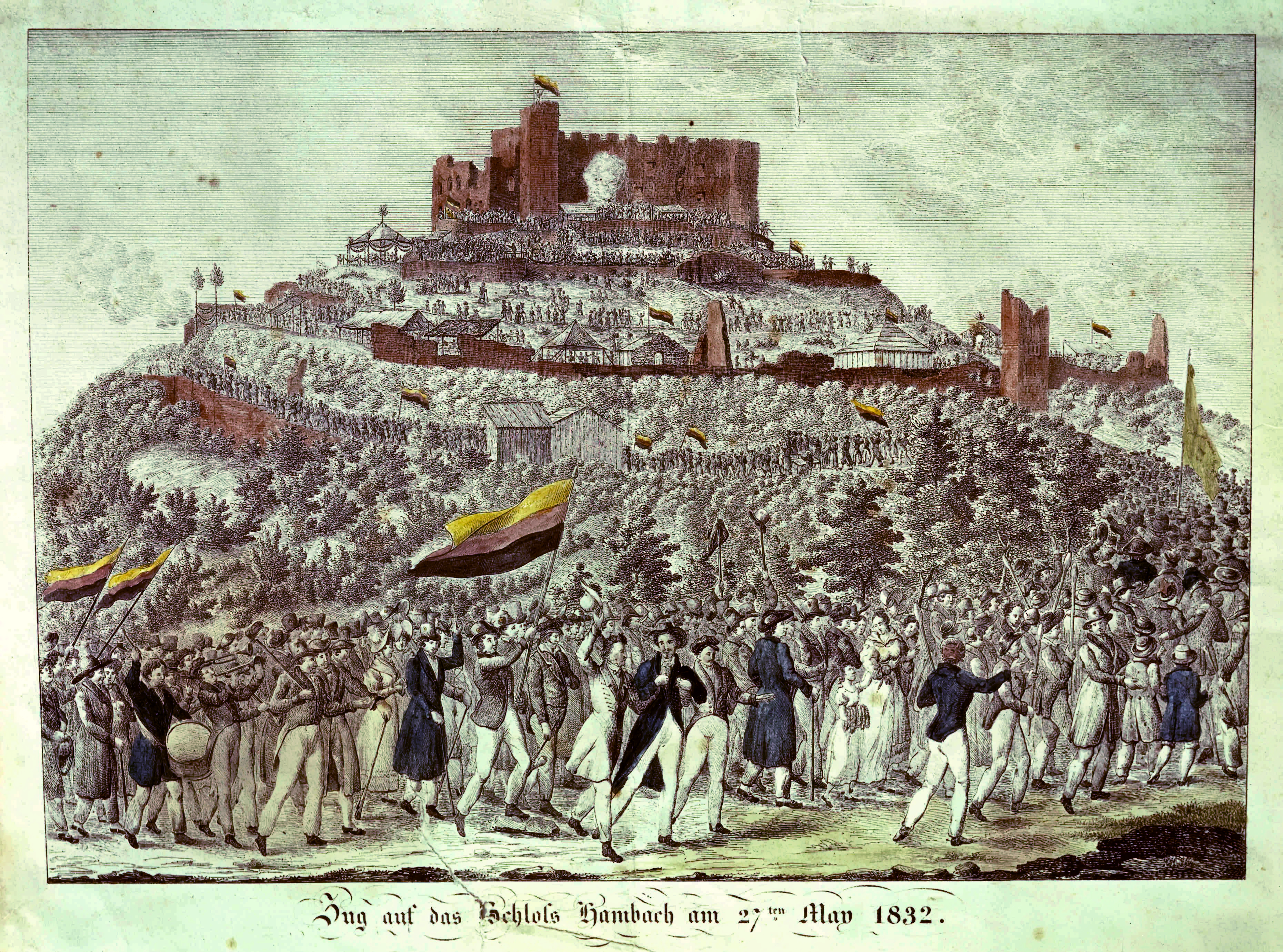
Flagge beim Hambacher Fest mit Gold nach oben (1832). Das Bild wurde höchstwahrscheinlich falsch nachkoloriert. Das Original (Lithografie) ist einfarbig.

Am 17. Juni 1813 geriet die Truppe der „Schwarzen Jäger“ bei Kitzen (nahe Leipzig) in einen Hinterhalt der Franzosen und wurde fast völlig aufgerieben. Am 12. Juni 1815 gründeten sieben Studenten, die im Lützowschen Freikorps gedient hatten und nun bei verschiedenen Corps des Senioren-Convents zu Jena aktiv waren, mit anderen national und republikanisch gesinnten Studenten die Urburschenschaft. Sie wählten die Farben „Schwarz-Rot-Gold“.
Am vierten Jahrestag der Völkerschlacht bei Leipzig, am 18. Oktober 1817, zogen etwa 500 Studenten der Urburschenschaft und einige Professoren aus vielen deutschen Staaten unter der Losung „Nur im Ganzen ist Heil“ mit der rot-schwarz-roten Fahne (golden waren lediglich die Fransen und ein Eichenzweig im schwarzen Streifen) auf die Wartburg bei Eisenach (Wartburgfest), um für Freiheit und ein einheitliches Reich zu demonstrieren. Vom 27. bis zum 30. Mai 1832 demonstrierten 30.000 Teilnehmer auf dem Hambacher Fest für nationale und demokratische Ziele und führten erstmals eine schwarz-rot-goldene Fahne mit sich. Die Inschrift im mittleren roten Teil „Deutschlands Wiedergeburt“ machte das Ziel der Beteiligten deutlich, die Errichtung eines deutschen Nationalstaates.

### Deutscher Bund

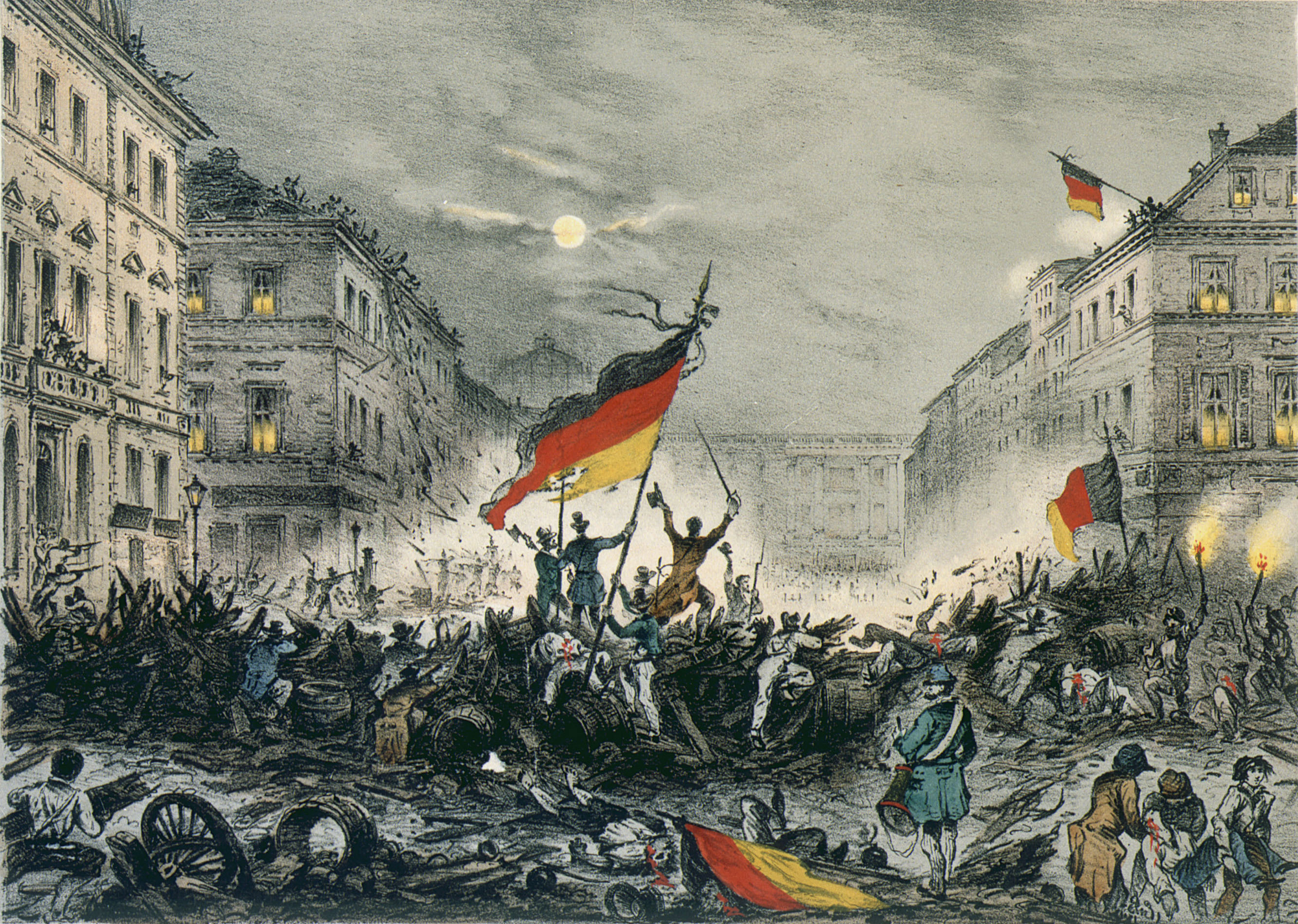
Flaggen republikanischer Revolutionäre von 1848 (März 1848), im Hintergrund das Berliner Schloss

Gebiet des Deutschen Bundes seit März 1848

Seekriegsflagge der Reichsflotte (1848–1852)

Die Farben Schwarz, Rot und Gold haben sich erst während der Periode des Deutschen Bundes (1815–1866) in der ersten Hälfte des 19. Jahrhunderts als deutsche Nationalfarben durchgesetzt und etabliert. Am 9. März 1848 nahm der Bundestag des Deutschen Bundes diese Farben offiziell an und legte die Flagge mit den waagerechten Farben Schwarz-Rot-Gold fest.
Revolutionäre von 1848/49, die nicht eine deutsche Einheit als Monarchie, sondern als Republik haben wollten, wählten für sich auch eine senkrecht gestreifte schwarz-rot-goldene Trikolore in Anlehnung an die französische Flagge.
Im entstehenden Deutschen Reich von 1848/1849 beschloss die Frankfurter Nationalversammlung am 13. November 1848 ein Reichsgesetz betreffend die Einführung einer deutschen Kriegs- und Handelsflagge. Schwarz-Rot-Gold waren daher auch die Farben der Reichsflotte. Da die Farben so weit verbreitet waren und selbstverständlich schienen, wurden sie nicht ausdrücklich in der Reichsverfassung vom März 1849 genannt. Nach der Niederschlagung der Revolution im Mai/Juni 1849 wurde der Bundesbeschluss vom März 1848 nicht rückgängig gemacht, die Farben aber lange Zeit kaum öffentlich verwendet.
Im Jahr 1863 wehte die Flagge jedoch auf dem Bundespalais in Frankfurt, als der Frankfurter Fürstentag sich versammelte. Während des Deutschen Krieges 1866 kämpften einige deutsche Bundes-Korps unter der schwarz-rot-goldenen Flagge gegen Preußen. Schwarz und Gold waren auch die Farben des Alten Reiches, diese alten Reichsfarben galten in Österreich-Ungarn bis 1918.
Ende der 1860er Jahre wurden Flaggenentwürfe von Prinz Adalbert von Preußen für verschiedene deutsche Flaggen entdeckt. Der Gründer der deutschen Reichsflotte hatte 1849/50 in erster Linie Vorschläge für eine Seekriegsflagge und Gösch der Reichsflotte entworfen, die sich an der schwarz-rot-goldenen Flagge des Deutschen Bundes orientierten und die Farben unterschiedlich mit einem Eisernen Kreuz kombinierten. Als Nationalflagge schlug Prinz Adalbert eine horizontale Trikolore in Schwarz-Rot-Gold und eine geviertelte Flagge mit einem Rechteck in Gold (an der oberen Liek), einem schwarzen Rechteck (im unteren Flugteil) und zwei roten Rechtecken vor. Auch einen Entwurf für eine Flagge des Fürstenrats schuf Prinz Adalbert.

### Norddeutscher Bund und Deutsches Reich

Norddeutscher Bund (1867–1871), Deutsches Reich („Kaiserreich“) (1871–1918)

Preußen, seit 1866 der einflussreichste deutsche Staat, versuchte die deutschen Einigungsbestrebungen in Bahnen zu lenken, die seinen eigenen Interessen entsprachen. Der bedeutendste Schritt in diese Richtung war die Gründung des Norddeutschen Bundes im Jahre 1867. Der preußische Ministerpräsident Otto von Bismarck veranlasste persönlich durch die am 1. Juli 1867 in Kraft getretene Verfassung (in Art. 55) die Annahme einer neuen Flagge für die Kriegs- und Handelsmarine: einer schwarz-weiß-roten Trikolore. Diese Farben stammen ursprünglich von Flaggenvorschlägen Adolf Soetbeers, Sekretär der Handelskammer Hamburg, aus einem am 22. September 1866 im Bremer Handelsblatt erschienenen Artikel. Am 9. Dezember des Jahres plädierte Bismarck in einem ersten Verfassungsentwurf des Norddeutschen Bundes für diese Kombination, und auch Prinz Adalbert von Preußen, der preußische Marineminister von 1848 bis 1851, sprach sich in einem Vortrag vor König und Kronprinz am 25. Dezember dafür aus, so dass die Farben schließlich am 1. Juli 1867 mit der norddeutschen Bundesverfassung offiziell wurden. Der Öffentlichkeit wurde erklärt, dass Schwarz-Weiß für die preußischen und Rot-Weiß für die Hansestädte stünden. Die Hanse selber hatte zwar als Städtebund nie eine eigene einheitliche Flagge, allerdings führten die Wappen fast aller Mitgliedsstädte die Farben Weiß und Rot.
Diese Farbgebung passte mit den Farben des Königs von Preußen, Wilhelm I., insofern zusammen, als Schwarz-Weiß die Farben Preußens und Rot-Weiß die der Mark Brandenburg waren. Außer bei Wilhelm selbst, der die Kaiserwürde 1871 nur widerwillig übernahm und sich in erster Linie als Preuße verstand, gab es gegen die schwarz-weiß-rote Trikolore kaum Widerstand – auch den Anhängern der großdeutschen Farben Schwarz-Rot-Gold war der erste Schritt einer Vereinigung der deutschen Staaten wichtiger als die Farben der Flagge. Die bei der Reichsgründung 1871 als Reichsfarben übernommenen norddeutschen Bundesfarben wurden schließlich 1892 unter Kaiser Wilhelm II. zur schwarz-weiß-roten Nationalflagge des Deutschen Reiches und entwickelten sich zu einem in ganz Deutschland breit anerkannten patriotischen Symbol des Kaiserreichs.

### Weimarer Republik

Deutsches Reich („Weimarer Republik“, 1919–1933)

Handelsflagge der Weimarer Republik

Nach der Niederlage im Ersten Weltkrieg wurde diese Flagge, die für das in der Novemberrevolution zusammengebrochene monarchische, militaristische und autoritäre System stand, in der Weimarer Republik wieder durch eine Flagge in den Farben Schwarz-Rot-Gold ersetzt (Art. 3 Satz 1 Weimarer Verfassung). Die Einführung der schwarz-rot-goldenen Flagge war von einem Flaggenstreit begleitet, der noch bis weit in die 1920er Jahre hinein andauerte und die Lager der Anhänger der parlamentarischen Republik von ihren rechtsgerichteten Gegnern trennte, während die extreme Linke und die USPD die rote Revolutionsfahne bevorzugten.
Die entscheidende Abstimmung über die Wahl der Nationalfarben fand am 3. Juli 1919 in der Weimarer Nationalversammlung statt. Dort ergab sich eine Stimmenmehrheit von 211 Stimmen für Schwarz-Rot-Gold bei 90 Gegenstimmen. Bei der Handelsflagge wurde ein Kompromiss geschlossen, indem einem schwarz-weiß-roten Grundtuch eine Gösch in den Nationalfarben Schwarz-Rot-Gold beigegeben wurde (Art. 3 Satz 2 Weimarer Verfassung). Ein ähnlicher Kompromiss setzte sich im November 1920 auch für die noch stärker umstrittene, da für das Militär höchst symbolträchtige Reichskriegsflagge durch. In der Ersten Flaggenverordnung vom 31. Juli 1921 wurden weitere Flaggen festgelegt, wobei fünf schwarz-rot-goldene und fünf schwarz-weiß-rote Grundtücher besaßen. Diese komplizierte Regelung gefiel jedoch niemandem, jedes Lager betrachtete seine Farben als die wahren Farben Deutschlands.
Monarchisten und Gegenrevolutionäre betrachteten den Wechsel der Nationalfarben als Sinnbild für die von ihnen als illegitim begriffenen politischen Umwälzungen und verbanden die neuen Farben mit den Demütigungen des Kriegsausgangs. Neben den Militärs favorisierten anfänglich auch viele Nationalliberale eine Wiedereinführung der schwarz-weiß-roten Flagge, darunter 1921 auch Gustav Stresemann. Rechtsradikale Nationalisten und die Nationalsozialisten verspotteten die gültige Flagge als „Schwarz-Rot-Mostrich“ (Mostrich = Senf). Schwarz-Rot-Gold wurde in den folgenden Jahren des sehr emotional geführten Flaggenstreits zum wichtigsten Identifikationssymbol der von gemäßigten Kräften gestützten demokratischen Verfassung, während sich die alten kaiserlichen Farben vom ursprünglich rein monarchistischen Symbol immer stärker zum allgemeinen Erkennungszeichen der antirepublikanischen Rechten entwickelten. Dadurch erhielten beide Trikoloren eine politische Bedeutung, die sie vorher in dieser Ausprägung nicht besaßen. Ausdruck dieser Polarisierung waren die Auseinandersetzungen und Straßenkämpfe zwischen den unter unterschiedlichen Bannern antretenden politischen Kampfverbänden wie dem republikanischen Reichsbanner Schwarz-Rot-Gold, dem Rotfrontkämpferbund der KPD und dem rechtskonservativen Kriegsveteranenverband Stahlhelm, der 1920 Schwarz-Weiß-Rot als seine Bundesfarben angenommen hatte und nach der nationalsozialistischen Machtübernahme in der SA aufging.

### Zeit des Nationalsozialismus

Deutsches Reich („Drittes Reich“),
National- und
Handelsflagge (1933–1935)

Deutsches Reich, ab 1943 Großdeutsches Reich („Drittes Reich“), zusätzliche Handelsflagge (1933–1935), Reichs-, National- und Handelsflagge (1935–1945), zugleich Gösch der Kriegsschiffe

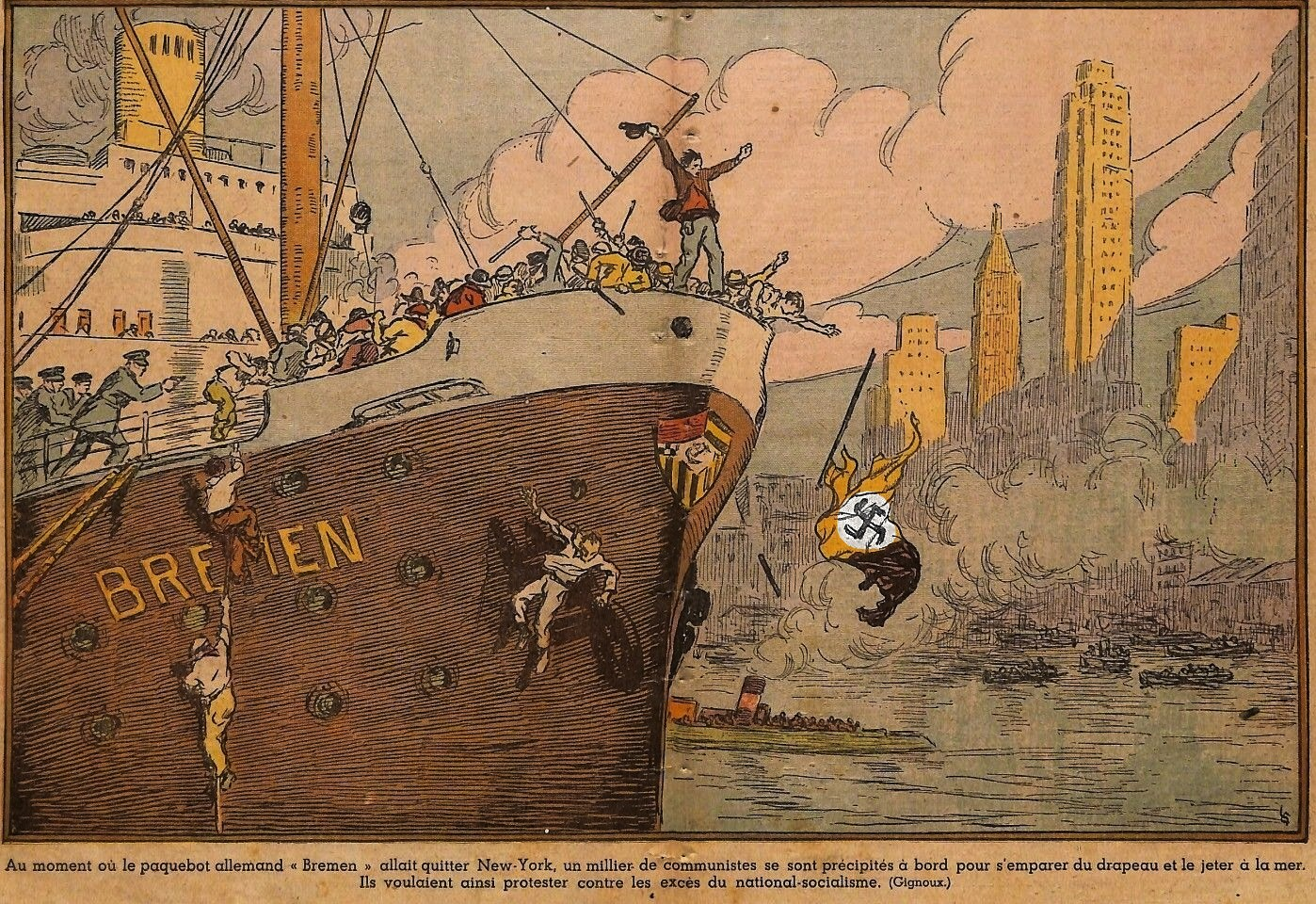
Die Illustration zeigt „Anti-Nazi-Demonstranten“, die die Hakenkreuzflagge in den Fluss werfen

1933 beseitigte das NS-Regime bald alle Spuren der verhassten republikanischen Nationalfarben Schwarz-Rot-Gold aus den nationalen Symbolen und führten die kaiserlichen Nationalfarben Schwarz-Weiß-Rot wieder ein.

Mit Erlass vom 12. März 1933 verfügte Reichspräsident Paul von Hindenburg, dass zwei Flaggen im Deutschen Reich „bis zur endgültigen Regelung der Reichsfarben“ gemeinsam zu hissen sind: zum einen die alte Fahne mit den schwarz-weiß-roten Streifen und zusätzlich die Hakenkreuzflagge. Innenminister Wilhelm Frick legte am 29. April 1933 per Erlass fest, dass auf Handelsschiffen Schwarz-Weiß-Rot am Heck und die Hakenkreuzflagge am Platze der Signalflaggen gezeigt werden musste.
Das Hakenkreuz auf der Rückseite der zu Land benutzten Flaggen war rechtsgerichtet dargestellt, während es auf den zur See benutzten Flaggen spiegelverkehrt „durchgefärbt“, also linksgerichtet war. Bis zum 15. September 1935 wurde ebenfalls an Land die Hakenkreuzflagge mit einer weißen Scheibe in der Mitte eines roten Feldes verwendet, während auf See die Flagge mit etwas nach der Stange verschobener Scheibe.
In der Zeit des Nationalsozialismus trat die Hakenkreuzflagge der NSDAP schnell an die Seite der schwarz-weiß-roten Flagge und ersetzte sie schließlich ab 1935 ganz. Durch diesen Prozess wurde die zunehmende Verschmelzung von Staat und Partei zu einer Diktatur auch symbolisch sichtbar gemacht.
Die schon im Sommer 1920 als Parteifahne der NSDAP eingeführte Hakenkreuzflagge, deren Farbenkombination rot-weiß-schwarz an die kaiserlichen Fahnen erinnert, will Adolf Hitler neben anderen Symbolen der Nationalsozialisten selbst entworfen haben. Er gab in Mein Kampf allerdings zu, dass ein Starnberger Zahnarzt – wahrscheinlich Friedrich Krohn – einen sehr ähnlichen Entwurf geschaffen und seinen wohl beeinflusst hatte. Er hatte das Hakenkreuz lediglich mit gebogenen Haken dargestellt. Hitler deutete die Flagge wie folgt:

„Das rote Tuch, die Farbe der eisernen sozialen Gerechtigkeit, das Weiß, unsere heilige nationale Begeisterung, und das Hakenkreuz als Zeichen der Arbeit.“

In Mein Kampf nannte Hitler diese „schaffende“ Arbeit antisemitisch, daneben stünde das Hakenkreuz auch „für den Sieg des arischen Menschen“.
Das Hakenkreuz war etwa seit der Jahrhundertwende ein beliebtes Symbol bei Anhängern der völkischen Bewegung und hatte sich in der Zeit unmittelbar nach dem Ersten Weltkrieg unter völkisch eingestellten Soldaten, Freikorpskämpfern und Jugendlichen als Zugehörigkeitsemblem etabliert. Zu dieser Zeit wurde es auch vom Nationalsozialismus aufgegriffen. Noch vor Beginn der NS-Zeit war es unter anderem auch in Lettland und Finnland als militärisches Abzeichen in Gebrauch und wurde wahrscheinlich um 1919 von Baltikumer Kämpfern nach Deutschland gebracht, wo es sich bereits als rechtsnationales Freikorps- und Parteiemblem verbreitet hatte.
Etwa ein Jahr nach Hindenburgs Tod wurde im Reichsflaggengesetz vom 15. September 1935 beschlossen, von nun an sei ausschließlich die Hakenkreuzflagge (jetzt mit nach links versetztem Hakenkreuz) als Reichs- und Nationalflagge zu zeigen. Als Reichstagspräsident begründete Hermann Göring die Abschaffung der schwarz-weiß-roten Fahne: Es gelte zu verhindern, dass sie zum „Parteiwimpel“ von Reaktionären „herabgewürdigt“ werde.
Ein Anlass für diese Änderung kann der „Bremen-Zwischenfall“ gewesen sein, der sich am 26. Juli 1935 in New York abspielte: Kurz vor dem Ablegen des deutschen Linienschiffs Bremen gelangte eine Gruppe von Teilnehmern einer „Anti-Nazi-Demonstration“ an Bord und entfernte während einer Schlägerei die nationalsozialistische Hakenkreuzflagge. Sie wurde zerrissen und anschließend in den Hudson River geworfen. Vier Tage später übergab der deutsche Botschafter der US-Regierung eine scharfe Protestnote, in der man sich über die „Schändung“ der deutschen Nationalflagge beklagte. Die US-Regierung antwortete, dass die Hakenkreuzflagge lediglich eine Parteifahne sei und dass nicht die schwarz-weiß-rote Nationalflagge angegriffen worden sei. Dies wurde manchmal als letzter Anstoß für Hitler interpretiert, das Flaggengesetz zu ändern.

### Nach dem Zweiten Weltkrieg

C‑Doppelstander, Erkennungsflagge für deutsche Handelsschiffe (1946–1951)
3:5   Deutsche Demokratische Republik (1949–1959), Bundesrepublik Deutschland (seit 1949)
3:5   Deutsche Demokratische Republik (1959–1990)
3:5  Flagge der gesamtdeutschen Olympiamannschaft 1960 bis 1965, Flagge beider deutscher Staaten bei Olympia 1968

#### 1945 bis 1949
Nach dem Zweiten Weltkrieg wurde die Existenz deutscher staatlicher Institutionen eingestellt, die Besatzungsbehörden der alliierten Siegermächte verboten die Anzeige aller Arten von Nazi-Flaggen und die Besatzungszonen blieben ohne eine deutsche Flagge. Tatsächlich gab es im besiegten Feindstaat (lt. US-american Directive of Occupation JCS 1067) nur die Flaggen der Besetzer in den jeweiligen Zonen/Sektoren.
Am 12. November 1946 ordnete der Alliierte Kontrollrat im Kontrollratsgesetz Nr. 39 an, dass als Erkennungsflagge für deutsche Handelsschiffe der Buchstabe „C“ mit einem dreieckigen Ausschnitt zu verwenden sei, der sogenannte C-Doppelstander. Per Beschluss der Alliierten hatten deutsche Schiffe ab 1945 den Stander C des Signalflaggenalphabets zu führen. „C“ stand für „Capitulation“ und wurde in demütigender Absicht festgelegt. Costa Rica erhob Einspruch, da es selber ein ähnliches Erkennungszeichen als Nationalflagge führt. So wurde der Stander C am fliegenden Ende rechtwinklig eingeschnitten. Nach Gründung der beiden deutschen Teilstaaten 1949 entfiel diese Praxis. Die Farben blau, weiß und rot repräsentierten dabei die Nationalfarben der vier Alliierten. Dieser Stander durfte auf See nicht gegrüßt werden, bzw. es durften ihm keine Ehrenbezeugungen erwiesen werden.

Deutschland 1947: die vier Besatzungszonen, das Gebiet Groß-Berlins, das von Deutschland politisch unabhängige Saarland und die gemäß dem Potsdamer Abkommen unter polnische und sowjetische Verwaltung gestellten deutschen Ostgebiete

Die Vorbereitungen zur Erschaffung einer neuen deutschen Nationalsymbolik begannen während des „Verfassungskonvents auf Herrenchiemsee“, der zwischen dem 10. und 25. August 1948 tagte. Obwohl es Überlegungen gab, die Flaggenfrage bis zu einer Wiedervereinigung aufzuschieben, entschloss man sich schließlich doch, eine Entscheidung zu treffen. Dies geschah vor allen Dingen unter dem Eindruck des Verfassungsentwurfes der SED vom 22. November 1946, in dem Schwarz-Rot-Gold als die Farben einer zukünftigen „Deutschen Republik“ bestimmt wurden.
Während die Sozialdemokraten für die Wiedereinführung der alten Weimarer Farben Schwarz-Rot-Gold plädierten, hielt man es auf Seiten der CDU/CSU sowie der konservativen Deutschen Partei für angemessener, die „Kreuzflagge“ des 20. Juli 1944 als neue Deutsche Nationalflagge zu wählen. Diese von Josef Wirmer, einem Widerstandskämpfer des 20. Juli 1944, entworfene Flagge, die nach dem erfolgreichen Attentat auf Adolf Hitler als vorläufige Nationalflagge hätte Verwendung finden sollen, war Grundlage eines späteren Vorschlags der Unionsparteien vom 5. November 1948. Josef Wirmers jüngerer Bruder Ernst war Mitglied des Parlamentarischen Rats und überzeugte am 26. Oktober 1948 die Delegierten der CDU/CSU zunächst, den Originalentwurf seines Bruders zu übernehmen. Josef Wirmers Idee, die Nationalfarben in der Form eines skandinavischen Kreuzes anzuordnen (Wirmer-Flagge), beruhte wohl auf der Vorstellung, dass man damit zum einen die Wehrmacht zufriedenstellte (durch Ähnlichkeit mit der Reichskriegsflagge) und zum anderen die demokratischen Kräfte berücksichtigte (durch Verwendung der traditionellen demokratischen Farben).
Einem ähnlichen Gedanken folgte der Entwurf seines Bruders Ernst, der einen schwarzen Streifen zwischen das gelbe und rote Feld einfügte, analog zum Balkenkreuz der Wehrmacht. Durch diesen Zusatz ergab sich allerdings wieder das von Josef Wirmer vermiedene heraldische Problem, dass Schwarz direkt an Rot grenzte. Jedoch entschied man sich am 3. November 1948, das traditionelle Angrenzen von Rot und Schwarz beizubehalten. Im Entwurf zum Gesetzestext hieß es dazu: „Die Flagge des Bundes zeigt auf rotem Grunde ein schwarzes liegendes Kreuz und auf dieses aufgelegt ein goldenes Kreuz.“
Die Wirmer-Flagge wird seit Beginn des 21. Jahrhunderts häufig im Umfeld rechter und rechtsextremer Gruppen verwendet, insbesondere dem der sogenannten Reichsbürger und dem von Pegida.

Wirmer-Flagge von Josef Wirmer, Vorschlag für eine provisorische Flagge Deutschlands (1944)
Vorschlag von Ernst Wirmer (1948)
Vorschlag der CDU für die Bundesflagge (1948)

Auch andere Politiker, Kunsthistoriker und Künstler befassten sich mit der Flaggenfrage. Robert Lehr, ebenfalls ein Mitglied des Parlamentarischen Rates, schlug eine Flagge nach Vorbild jener der USA vor, bei der für jedes Bundesland ein goldener Stern in die schwarze Gösch der roten Flagge eingefügt werden sollte. Der Historiker Paul Wentzcke sprach sich für eine „Republikanische Trikolore“ aus, die wie die französische Trikolore vertikal geteilt sein sollte. Die deutsche Teilung wollte der Kunsthistoriker Edwin Redslob durch einen weißen Querstreifen auf der schwarz-rot-goldenen Trikolore darstellen.

Entwurf von Robert Lehr (1948)
„Republikanische Trikolore“ von Paul Wentzcke (1948)
Entwurf von Edwin Redslob (1948)

Dass schließlich eine Einigung zu Gunsten von Schwarz-Rot-Gold zustande kam, ist wohl vor allen Dingen der Tatsache zuzuschreiben, dass damit eine Rechtskontinuität zwischen der Weimarer Republik und der Bundesrepublik Deutschland deutlich gemacht werden konnte.

#### Bundesrepublik Deutschland 1949 bis 1990
Mit Inkrafttreten des Grundgesetzes wurde am 23. Mai 1949 die Bundesflagge der Bundesrepublik Deutschland festgelegt. Artikel 22 bestimmt: „Die Bundesflagge ist schwarz-rot-gold.“ Die Bevölkerung hatte die neue Flagge jedoch noch nicht vollständig angenommen. In der Wochenzeitung Die Zeit war zu lesen, dass ebenso viele Menschen Schwarz-Weiß-Rot wie Schwarz-Rot-Gold als Flagge annehmen – jeweils 25 %. Eine Umfrage vom Institut für Demoskopie Allensbach liefert andere Zahlen: 35 % der Befragten würden sich für Schwarz-Rot-Gold entscheiden. Die Hälfte der Befragten wollte keine Entscheidung treffen. Trotz unterschiedlicher Ergebnisse zeigten die Umfragen ein höchst gespaltenes Meinungsbild in der Gesellschaft.

#### Deutsche Demokratische Republik 1949 bis 1990

Standarte des Präsidenten der Deutschen Demokratischen Republik

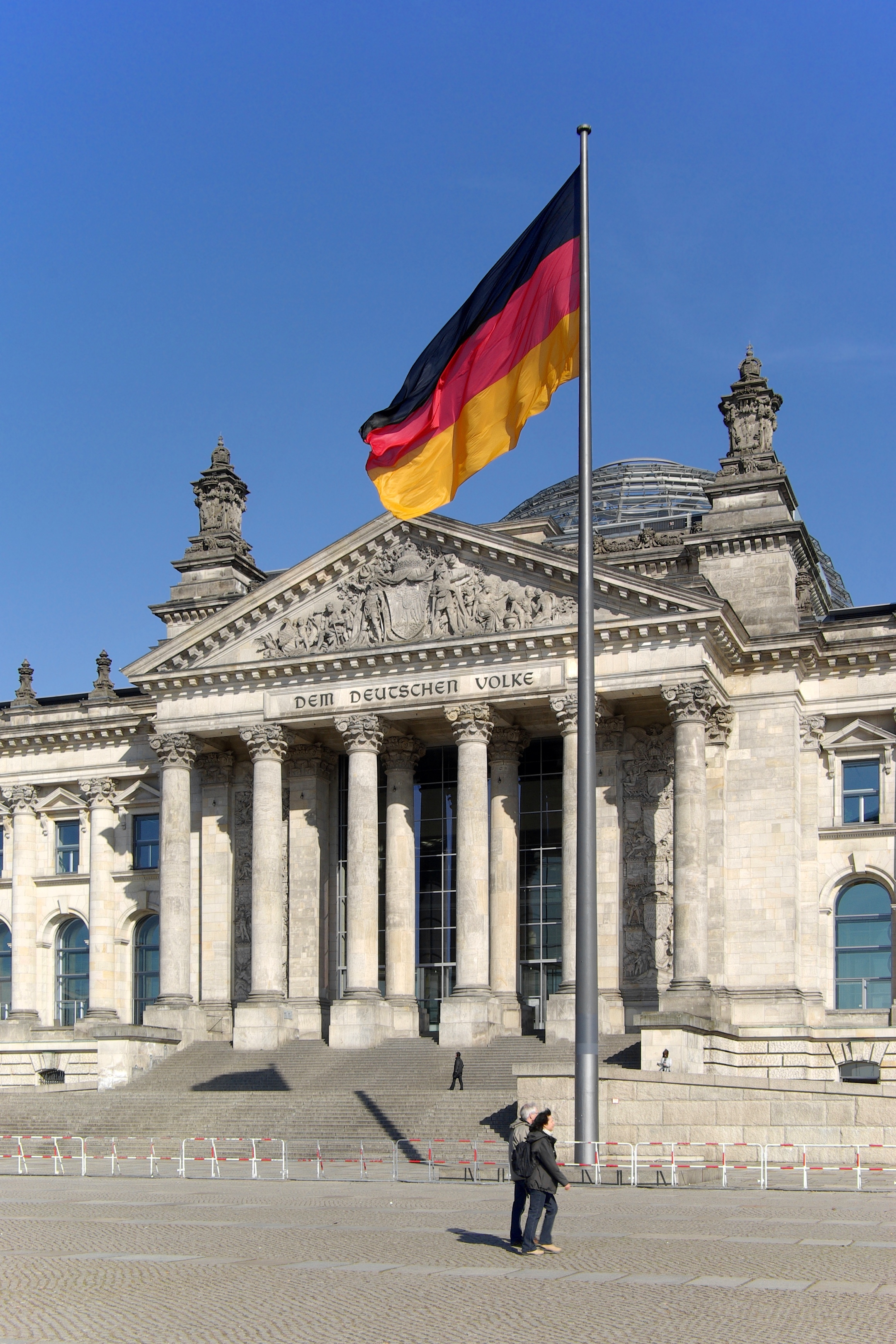
Flagge der Einheit vor dem Reichstag in Berlin, als Denkmal am 3. Oktober 1990 gehisst

In der Sowjetischen Besatzungszone entschied man sich auf dem zweiten Volkskongress 1948 für die schwarz-weiß-rote Flagge, wie sie auch vom Nationalkomitee Freies Deutschland benutzt wurde. 1949 wurde aber auf Vorschlag von Friedrich Ebert junior ebenfalls die schwarz-rot-goldene Flagge als Flagge der Deutschen Demokratischen Republik angenommen. Die DDR fügte mit dem Flaggengesetz vom 1. Oktober 1959 ihr Staatswappen – Ährenkranz mit Hammer und Zirkel – in die Mitte der Flagge ein. Das öffentliche Vorzeigen dieser von der Bundesrepublik offiziell als „Sowjetzonenfahne“ bezeichneten Flagge wurde bis Ende der 1960er Jahre in der Bundesrepublik Deutschland und West-Berlin als ein Verstoß gegen Verfassung und öffentliche Ordnung angesehen und durch polizeiliche Maßnahmen verhindert (siehe auch Hallstein-Doktrin, Alleinvertretungsanspruch). Ein besonderer Flaggenstreit ergab sich 1959 in Westberlin, als auf dem Reichsbahngelände die nun neue schwarz-rot-goldene Fahne der DDR gezeigt wurde. Denn nach einer alliierten Vereinbarung unterstand das gesamte Eisenbahnwesen innerhalb der Grenzen der Stadt Berlin der Sowjetischen Militäradministration und war deshalb nicht einfach durch die westliche Polizei kontrollierbar.

#### Ab 1990

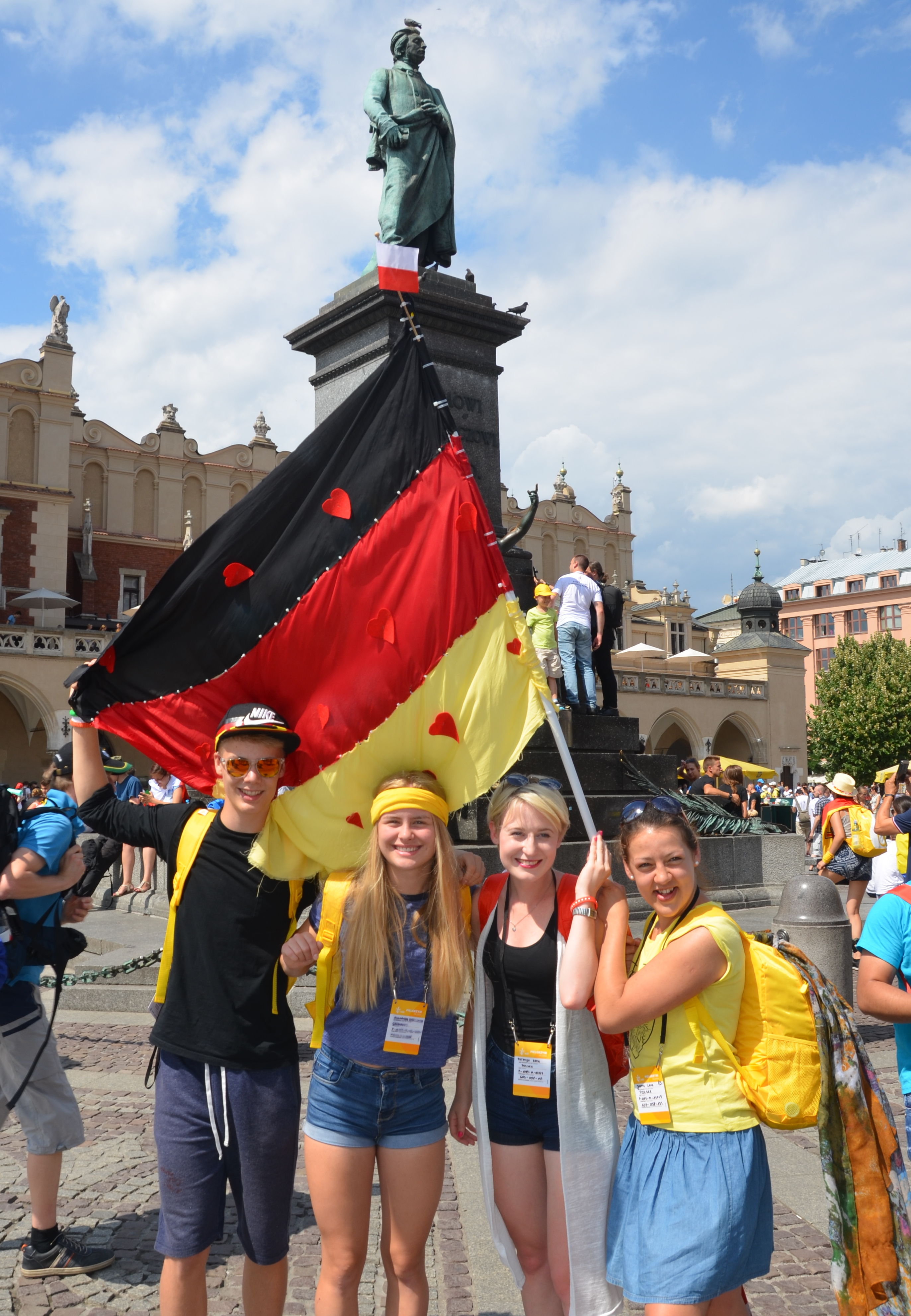
Teilnehmer des Weltjugendtages mit einer Deutschlandfahne vor dem Mickiewicz-Denkmal auf dem Hauptmarktplatz in Krakau (2016)

Im Verfassungsentwurf des Runden Tisches für die DDR, der im Frühjahr 1990 der neu gewählten Volkskammer und der Öffentlichkeit übergeben wurde, war ebenfalls eine schwarz-rot-goldene Flagge, in der das Staatswappen durch das Symbol der unabhängigen Friedensbewegung, „Schwerter zu Pflugscharen“, ersetzt wurde, als DDR-Staatsflagge vorgesehen. Mit der deutschen Wiedervereinigung wurden jedoch die Flaggen der Bundesrepublik auch im Osten gültig.
Während der Umgang der Deutschen mit ihrer Flagge und ihren Nationalfarben nach den Eindrücken des Zweiten Weltkrieges lange Zeit sehr zurückhaltend war, war anlässlich der Fußball-Weltmeisterschaft 2006 zum ersten Mal in der deutschen Nachkriegsgeschichte ein massenhaftes Auftreten der deutschen Nationalflagge und der deutschen Nationalfarben an Häusern, Autos, Bekleidung, Fan-Artikeln und als Körperbemalung zu beobachten.

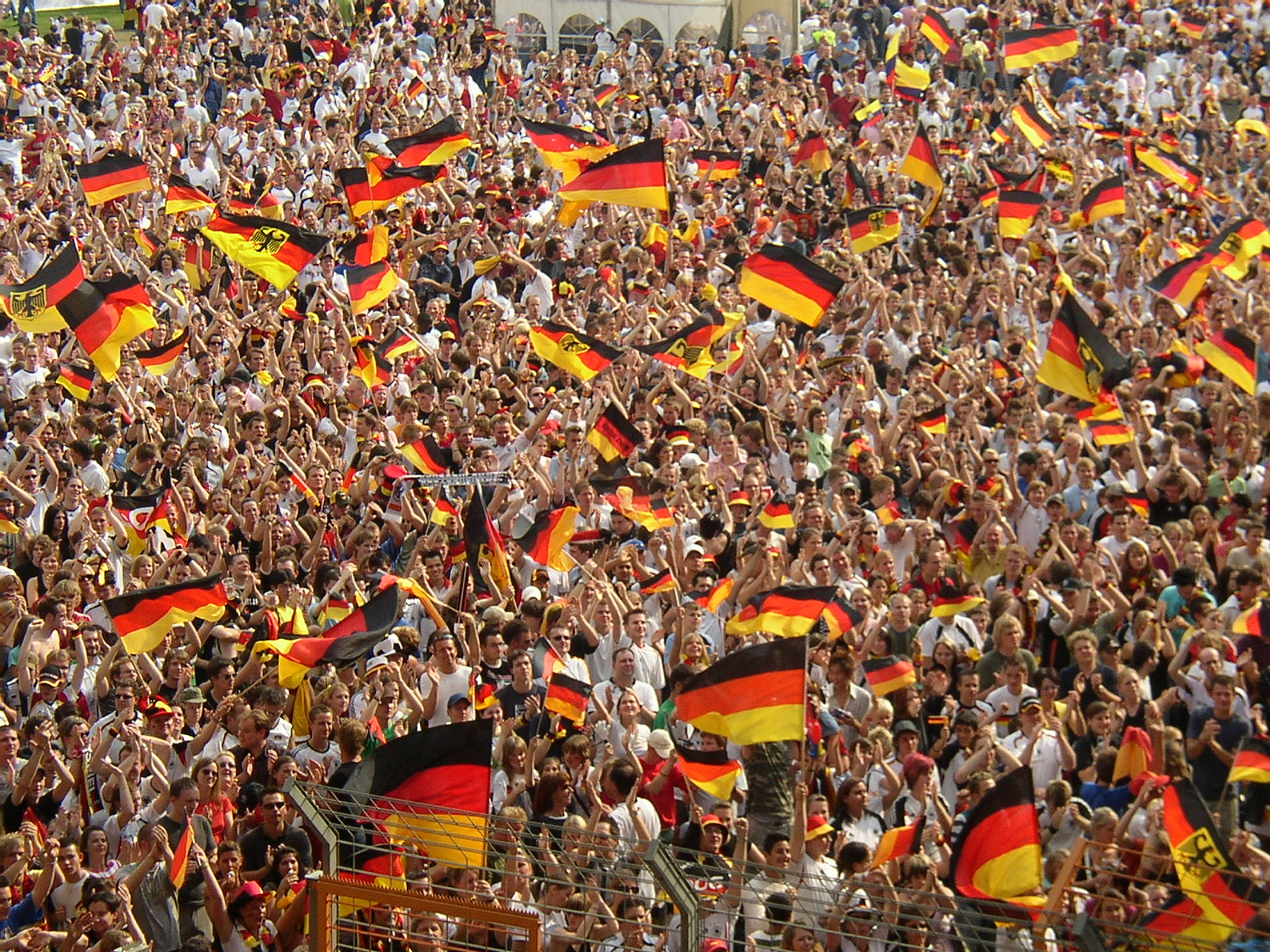
Deutsche Fußballfans während der Fußball-WM 2006
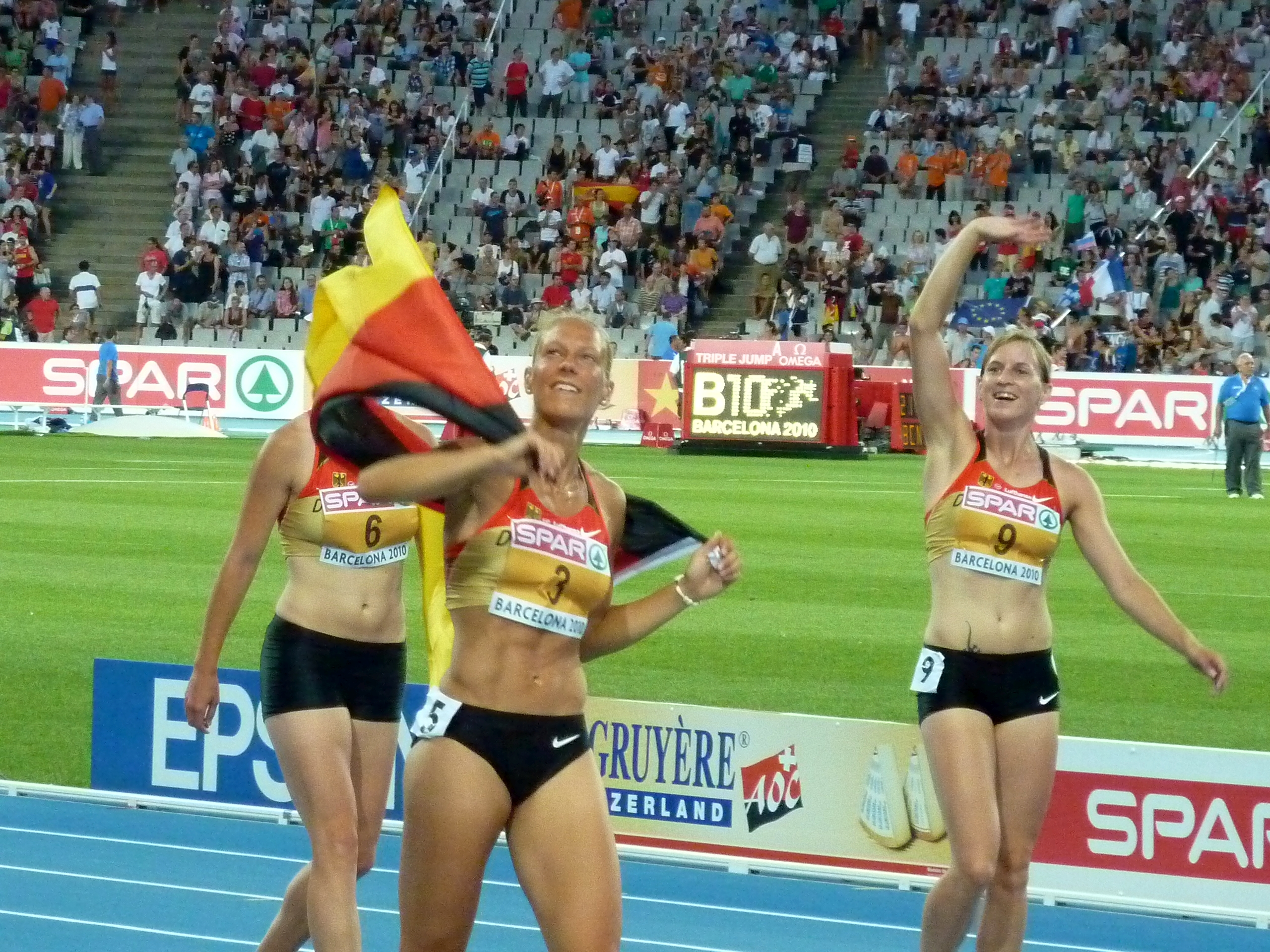
Siebenkämpferinnen auf der EM-Ehrenrunde in Barcelona 2010
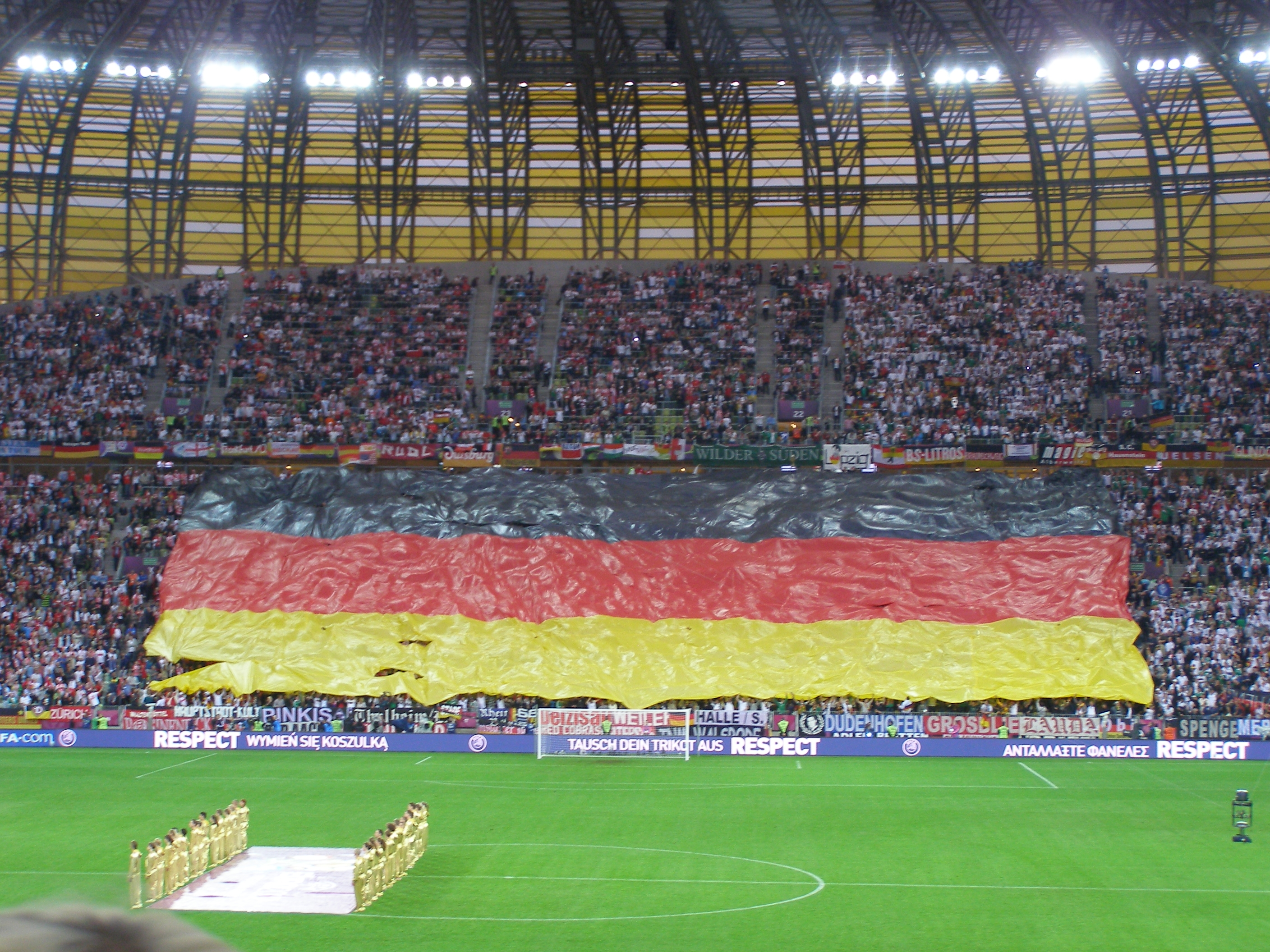
Deutsche Fanflagge im Stadion Gdańsk zur EM 2012

## Dienstflagge der Bundesbehörden

3:5 Bundesdienstflagge, (Symbol des Bundes)

Standarte des Bundespräsidenten

Dienstflaggen an Kraftfahrzeugen anderer höherer Repräsentanten des Staates

Neben der Bundesflagge existiert noch die Dienstflagge der Bundesbehörden (kurz: Bundesdienstflagge), deren Verwendung in der Anordnung über die deutschen Flaggen vom 7. Juni 1950 festgelegt ist:

„Die Dienstflagge hat die gleichen Querstreifen wie die Bundesflagge, darauf, etwas zum Mast hin verschoben, in den schwarzen und den goldfarbenen Streifen je bis zu einem Fünftel übergreifend, den Bundesschild, den Adler zum Mast gewendet. Das Verhältnis der Höhe zur Länge des Flaggentuches ist 3:5.“

Die unbefugte Benutzung von Wappen und Dienstflaggen des Bundes kann als Ordnungswidrigkeit geahndet werden (§ 124 OWiG). Dadurch soll verhindert werden, dass diese Symbole durch eine missbräuchliche Verwendung entwertet werden. Darüber hinaus soll das Ansehen des Staates geschützt werden. Die Benutzung ist allerdings nicht unbefugt, wenn die zuständige Behörde sie erlaubt hat, oder wenn sie als sozialadäquat anzusehen ist. Das ist zum Beispiel der Fall, wenn ausgeschlossen ist, dass durch die Benutzung der Anschein einer amtlichen Verwendung entsteht. Das Zeigen einer Dienstflagge durch Fans bei einer Sportveranstaltung ist also keine unbefugte Verwendung nach dieser Vorschrift.
Repräsentanten des Deutschen Bundestages und des Bundesrates führen oft statt der Bundesdienstflagge die Bundesflagge. Hierdurch soll ihre Legitimation durch das und ihre Verbundenheit mit dem Volk ausgedrückt werden, welches ja nur die Bundesflagge, nicht aber die Bundesdienstflagge verwenden darf.
Die Bundespostflagge war vom 7. Juni 1950 bis zum 31. Dezember 1994 eine eigenständige Bundesdienstflagge, deren Verwendung ausschließlich der Deutschen Bundespost und dem übergeordneten Bundesministerium erlaubt war.

3:5  Bundeswappenflagge mit Bundesadler (an nichtamtlichen Gebäuden ordnungswidrige[48], bei Veranstaltungen mit Nationenvergleich aber weitgehend geduldete Variante)
3:5  Bundespostflagge der Deutschen Bundespost (bis 1994)
Flaggenlogo des deutschen ISAF-Kontingents der Bundeswehr in Afghanistan (persischer Schriftzug: „Alman“; Deutsch(land))

## Flaggen der Seestreitkräfte

Dienstflagge der Seestreitkräfte der Bundeswehr

Flaggen der Deutschen Marine

Die deutsche Seekriegsflagge wird als Dienstflagge der Seestreitkräfte der Bundeswehr bezeichnet. Sie entspricht der Bundesdienstflagge, ist jedoch als Doppelstander ausgeführt. Der Bundesschild befindet sich etwa in der Mitte zwischen dem Flaggenstock und dem Einschnitt, jedoch etwas weiter vom Flaggenstock entfernt. Damit unterscheidet sich die Dienstflagge der Seestreitkräfte der Bundeswehr gestalterisch von früheren Reichskriegsflaggen, die meist das Deutschordenskreuz auf der Flagge zeigten. Die Dienstflagge der Seestreitkräfte lehnt sich dabei an die Flagge von 1848 an, wie sie auch von der Reichsflotte geführt worden ist. Sie steht damit in der demokratischen Tradition der „Paulskirchenregierung“.
Die Dienstflagge der Seestreitkräfte wurde auf Anordnung des Bundespräsidenten am 25. Mai 1956 eingeführt. Sie wird von allen Kriegsschiffen der Deutschen Marine und ihren Beibooten geführt. Auch ständig besetzte Küstenstationen führen sie. Zivil besetzte Hilfsschiffe der Marine, Stützpunkte und Kasernen der Deutschen Marine führen die Bundesdienstflagge.
Die Kommandozeichen der Deutschen Marine stammen im Design noch aus der Zeit des Deutschen Kaiserreiches. Sie verwenden als Grundlage das schwarze Eiserne Kreuz auf weißem Grund.

## Regeln zur Beflaggung

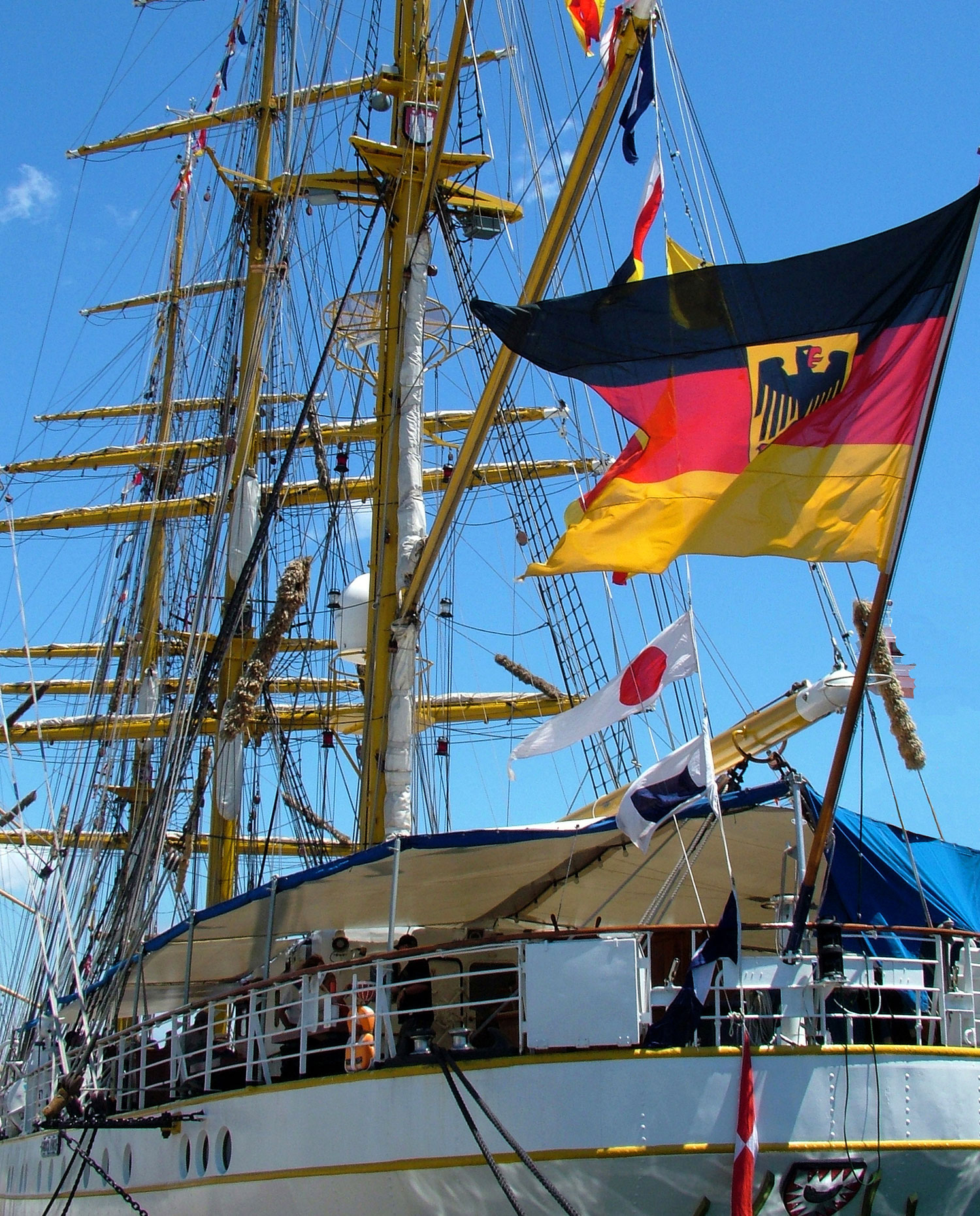
Dienstflagge der Seestreitkräfte am Heck der Gorch Fock

### Beflaggungstage
In dem Erlass der Bundesregierung über die Beflaggung der Dienstgebäude des Bundes vom 22. März 2005 sind die Beflaggungstage geregelt, bei denen es keiner besonderen Anordnungen bedarf:
- Tag des Gedenkens an die Opfer des Nationalsozialismus; 27. Januar als Trauerbeflaggung (halbmast)
- Tag der Arbeit; 1. Mai
- Europatag (Jahrestag der Schuman-Erklärung); 9. Mai (1950)
- Jahrestag der Verkündung des Grundgesetzes; 23. Mai (1949)
- Jahrestag des 17. Juni 1953
- Jahrestag des 20. Juli 1944
- Tag der Deutschen Einheit; 3. Oktober (1990)
- Volkstrauertag; 2. Sonntag vor dem 1. Advent (halbmast)
- Tag der Wahl zum Deutschen Bundestag*
- Tag der Wahl zum Europäischen Parlament*.

(* nicht in allen Bundesländern)
Auch an Sitzungstagen des Bundestages wird die Bundesflagge am Haupteingang aufgezogen. Zudem gibt es noch eine Reihe regelmäßiger Beflaggungstage der Länder. Des Weiteren sind Beflaggungen an anderen Tagen üblich, zum Beispiel bei der Wahl des Bundespräsidenten oder Trauerbeflaggung beim Ableben eines bedeutenden in- oder ausländischen Politikers. Für diese Beflaggungen bedarf es (in der Regel) einer Anordnung des Bundesministers des Innern.
Die Flagge der Einheit am Reichstag ist als Nationaldenkmal von den Beflaggungsregeln ausgenommen.

### Bannerflaggen
Neben den gewöhnlichen Flaggen im horizontalen Format sind in Deutschland oftmals Bannerflaggen im öffentlichen Gebrauch an Rathäusern, Schulen und anderen beflaggten Gebäuden gebräuchlich. Dabei soll sich der schwarze Streifen aus Sicht des Betrachters auf der linken Seite befinden. Zu beachten ist, dass dabei nur „echte“ Bannerflaggen verwendet werden, bei dem das Flaggentuch am kurzen Ende fest mit einem Querstab verbunden ist. Gehisst hängt das Banner also mittig (mit dem roten Streifen) vor dem Flaggenmast. Die gelegentlich anzutreffende Hochformatvariante, bei der auch ein Streifen am Mast befestigt ist (Auslegerflagge), ist nicht zulässig.
Auch für die Position des Wappens gibt es seit der Anordnung über die deutschen Flaggen vom 13. November 1996 (zuweilen Flaggengesetz genannt) klare Vorgaben:

„Wird die Bundesdienstflagge in Bannerform verwendet, ist der Bundesschild, den Adler zum schwarzen Streifen hin gewendet, parallel zu den Längsstreifen ausgerichtet, etwas zum Mast verschoben, in den schwarzen und den goldfarbenen Teil je bis zu einem Fünftel übergreifend.“

Zwar ist in den meisten Fällen ihr Seitenverhältnis nicht festgelegt, doch trifft man bei Bannerflaggen am häufigsten auf das Verhältnis 5:2.

National- und Handelsflagge
Dienstflagge des Bundes

## Subnationale Flaggen
Länder, Regierungsbezirke, Landkreise und Gemeinden verfügen für ihren Hoheitsbereich über eigene Flaggen, teilweise auch über zusätzliche Dienstflaggen.
Behörden von Ländern und Gemeinden führen die Bundesflagge gemeinsam mit den eigenen Dienstflaggen. Boote der Länder (zum Beispiel der Wasserschutzpolizei) verwenden die Bundesflagge als Dienstflagge zur See.
Bei folgenden Ländern ist die Bundesflagge Teil der Landesflagge:
- Niedersachsen
- Rheinland-Pfalz
- Saarland

## Sonstiges

Deutschlandkarte in schwarz-rot-goldener Flaggengestaltung

Wie bei vielen Flaggen wurden bei der Gestaltung der schwarz-rot-goldenen Bundesflagge heraldische Regeln missachtet. Nach diesen dürfen zwei Farben nicht nebeneinander stehen. Sie müssen durch ein Metall (gelb = Gold, weiß = Silber) getrennt werden. Diese Regel hatte allerdings für Fahnen nur begrenzte Gültigkeit und spielt heute keine Rolle mehr.
Am 22. Februar 1928 reiste König Amanullah Khan von Afghanistan für fünf Tage nach Deutschland und besuchte Berlin und München. Deutschland hatte seit 1919 die afghanische Regierung und Bevölkerung in fast allen Bereichen der Infrastruktur, der Technik, im Bildungswesen finanziell, politisch und kulturell unterstützt. Angeblich wurde Amanullah Khan durch Form und Farbgebung der schwarz-rot-goldenen Flagge Deutschlands inspiriert, denn im selben Jahr wurde erstmals in Afghanistan eine dreifarbige Flagge mit horizontalen Streifen in Schwarz-Rot-Grün eingeführt. Das Staatswappen zierte in weiß das Zentrum.